# 邓弗姆林足球俱乐部
鄧弗姆林體育足球會（英語：Dunfermline Athletic F.C.） 簡稱或，是位於蘇格蘭法夫邓弗姆林（Dunfermline）的足球會，為蘇格蘭足球聯賽球隊之一。

## 球會歷史
鄧弗姆林於1885年6月2日在市內的酒吧舉行的會議後成立，首場比賽在6月13日對愛丁堡大學（Edinburgh University），以2-1獲勝，當時穿著棗紅衫藍褲，傳統的黑白直間衫要到1912年才出現。1949/50年首次晉身主要杯賽決賽，在聯賽杯對東法夫，以0-3落敗。
直到1960年代鄧弗姆林踏入黃金時期，奪得兩屆蘇格蘭杯冠軍及獲得兩次聯賽季軍（1964/65庠及1968/69年）。首次蘇格蘭杯冠軍在1961年決賽重賽（首場0-0平手）在咸普頓公園的87,866名觀眾前以2-0擊敗些路迪，奪得球隊首個全國性錦標。兩隊其後在1965年的決賽再次相遇，些路迪以3-2獲勝報卻一敗之辱。1968年鄧弗姆林再次晉身決賽，以3-1擊敗而第二次奪標。而鄧弗姆林亦曾分別晉身的半準決賽（1961/62年）及準決賽（1968/69年）。
自1971/72年降級乙組後的三十年，鄧弗姆林不斷在甲組/乙組或超級聯賽/甲組之間升降，被戲稱為搖搖球隊（'yo-yo' team），唯一成績是在1991-92年聯賽杯決賽0-2負於。
2000/01年鄧弗姆林回升超級聯賽後才站穩頂級聯賽行列。2004/05年再次晉身蘇格蘭杯決賽，上半場領先一球，不幸仍以1-3負於些路迪。2004/05年球隊成績大幅下滑，在聯賽尚餘三仗仍排於榜末，幸能連勝（主要護級對手，主場勝5-0）及（完場前入球，作客1-0），最終排第十一位，以1分之微壓倒登地而成功留級。
2006/07年在連續7季保留超級聯賽席位後，鄧弗姆林於2007年5月12日確定回降甲組。同一個月鄧弗姆林輸掉四年來第三次重要錦標的決賽，5月27日在蘇格蘭杯決賽負於凯尔特人，由於些路迪奪得聯賽冠軍已獲歐聯參賽資格，鄧弗姆林可以參賽2007/08年歐洲足協盃。

## 敵對球隊
鄧弗姆林傳統的敵對球隊是本地的拉夫流浪及在福斯河對岸的，在2010/11年球季更可與鄰近的考登比亞夫進行同城德比。

## 球會榮譽
| 榮譽                    | 次數        | 年度                     |
| 聯 賽 比 賽             | 聯 賽 比 賽 | 聯 賽 比 賽              |
| ----------------------- | ----------- | ------------------------ |
| 甲組聯賽〈第二級〉 冠軍 | 2           | 1988/89年、1995/96年；   |
| 乙組聯賽〈第三級〉 冠軍 | 1           | 1985/86年；              |
| 杯 賽 比 賽             |             |                          |
| 蘇格蘭杯 冠軍           | 2           | 1961年、1968年；         |
| 蘇格蘭杯 亞軍           | 3           | 1965年、2004年、2007年； |
| 聯賽杯 亞軍             | 3           | 1950年、1992年、2006年； |
| 蘇格蘭聯賽挑戰盃 亞軍   | 1           | 2008年；                 |

## 著名球星
- 喬治·米勒（George Miller）
- 博比·罗伯逊（Bobby Robertson）
- （Alex Ferguson）：於2007年獲選入球隊名人堂[4]
- 吉姆·华莱士（Jim Wallace）
- 杰基·麦克纳马拉（Jackie McNamara）
- 安德琉斯·斯科拉（Andrius Skerla）
- 斯蒂芬·克劳福德（Stevie Crawford）
- 克雷格·布雷斯特（Craig Brewster）
- 莫耶斯（David Moyes）